# La nit del judici
"La nit del judici" (títol original en anglès "Judgment Night") és el desè episodi de la sèrie de televisió d’antologia La Dimensió Desconeguda. Es va emetre originalment el 4 de desembre de 1959 a la cadena CBS. En aquest episodi, un passatger a bord d'un vaixell de càrrega britànic no recorda com va pujar a bord, i està turmentat per pistes inesperades sobre la seva veritable identitat i la sensació que el vaixell es dirigeix cap a fatalitat imminent. Ha estat doblat al català i es va emetre a TV3.

## Narració d'obertura
| « | El seu nom és la SS Queen of Glasgow. El seu registre: britànic. Arqueig brut: cinc mil. Edat: indeterminada. En aquest moment està un dia fora de Liverpool, la seva destinació Nova York. Al registre del vaixell hi ha degudament consignat l'hora de navegació, el rumb fins a la destinació, les condicions meteorològiques, la temperatura, la longitud i la latitud. Però el que mai s'enregistra en un registre és la por que s'envolta sobre una coberta com la boira i l'esprai de l'oceà. La por com els cops palpitants dels pistons dels motors, cadascun com un batec del cor, dividint-se cada hora en minuts sense alè d'observació, espera i por... Perquè l'any és 1942, i aquest vaixell en particular ha perdut el seu comboi. Viatja sol com un vell cec que trepitja la foscor hostil, perseguit per periscopis invisibles d'assassins d'acer. Sí, la Queen of Glasgow és un vaixell espantat, i porta amb ella una premonició de la mort. | » |

## Argument
Carl Lanser és un passatger a bord de l'SS Queen of Glasgow, un vaixell de càrrega britànic aïllat que creua l'Atlàntic el 1942, però no té ni idea de com va pujar a bord ni de qui és. Assegut amb el capità i diversos passatgers, Lanser rebutja els temors que el vaixell sigui caçat per una "llopada" U-boot , dient que només caldria un U-boat i que no es molestaria en utilitzar un torpede al vaixell. És incapaç d'explicar com sap res d'això i només recorda que va néixer a Frankfurt, però diu que troba el vaixell, la seva tripulació i els seus passatgers estranyament familiars. Quan el capità el crida al pont, no pot aportar prova de la seva identitat. Encara confós, Lanser és enviat de tornada a la seva cabina amb un administrador, on troba una gorra d'oficial Kriegsmarine entre les seves possessions amb el seu nom escrit a l'interior.
El capità es veu obligat a aturar el vaixell per a reparacions quan els motors amb excés de treball s'avarian a les 12:05. Lanser es torna cada cop més inquiet, perseguit per una sensació ineludible de la mort imminent. Convençut que tots a bord del vaixell moriran a les 1:15, Lanser s'espanta i corre pels passadissos, intentant donar una alarma. Troba que el vaixell està misteriosament buit. Quan finalment localitza alguns dels passatgers, se'l miren en silenci mentre ell els implora que abandonin el vaixell. A la 1:15 exactament, un reflector il·lumina el vaixell, i un submarí a la superfície, comandat per Kapitänleutnant Carl Lanser, obre foc amb el seu canó de coberta i metralladores. El vaixell s'enfonsa ràpidament, sense deixar supervivents.
Temps després, el capità Lanser es troba a la seva cabina a bord del seu submarí, gravant la mort d'aquella nit. El seu segon al comandament, el tinent. Mueller, està profundament preocupat pel que ha fet la tripulació del vaixell, no avisant a la gent a bord del vaixell abans de disparar-los, i es pregunta "si no estem tots condemnats ara". Lanser diu amb menyspreu que està segur que l'Almirallat Britànic ho pensa, però Mueller aclareix que volia dir condemnat als ulls de Déu. Malgrat l'escepticisme i el sarcasme de Lanser, Mueller està més convençut que la tripulació de l'U-boat podria algun dia respondre del seu crim revelant l'acte per a tota l'eternitat.
Atorgat el seu propi infern privat com l'home que va ordenar la massacre, l'antic comandant d'U-boot es torna a materialitzar a la coberta del vaixell i el malson comença de nou.

## Narració de cloenda
| « | El SS Queen of Glasgow, es dirigeix a Nova York, i el moment és el 1942. Per a un home és sempre el 1942, i aquest home pujarà al vaixell fantasma cada nit per a l'eternitat. Això és el que s'entén per pagar al violinista. Aquesta és la victòria que espera a cada home quan s'obre i s'examina el llibre de la seva vida, es fa el compte i després es paga la recompensa o la pena. I en el cas de Carl Lanser, antic Capità Tinent de la Marina del Tercer Reich, aquesta és la pena. Aquesta és la justícia reunida. Aquesta és la nit del judici a la Dimensió Desconeguda. | » |

## Producció
En els primers 18 episodis, Serling només va tenir un conflicte menor amb CBS pel que fa al contingut de l'episodi. En una entrevista amb Mike Wallace el 22 de setembre de 1959, Serling va dir: "Vam canviar, en divuit guions, Mike, ens han canviat una línia, que, de nou, era una mica ridícul però d'una preocupació bàsica insuficient dins el context de la història, per no lluitar en un pont d'un vaixell britànic, un mariner crida a la cuina i demana al meu guió una tassa de te, perquè jo creia que és constitucionalment acceptable a la Royal Navy beure te. Un dels meus patrocinadors esperava vendre cafè instantani (Sanka), i no li vagradar la idea de dir te. Bé, vam fer un parell de correccions, res greu, i vam decidir que demanaríem que ens enviés una safata fins al pont. Però en divuit guions, aquest és l'únic conflicte que hem tingut".

## Adaptació de la història curta
L'episodi va ser adaptat a una història curta (per Walter B. Gibson) a la col·lecció de 1963 Rod Serling's Twilight Zone. La història breu revela com va morir Lanser, mostrant que el seu submarí va ser enfonsat per un destructor britànic després que un tripulant del Queen of Glasgow demanés ajuda per ràdio. També afegeix una escena final, ambientada 20 anys després de l'episodi, en què Barbara Stanley (revelada que va sobreviure a l'enfonsament del Queen of Glasgow pujant a un bot salvavides) veu els fantasmes de Karl Lanser i el tinent Mueller. Mueller no comparteix el càstig de Lanser, però està condemnat a presenciar-lo una vegada i una altra per l'eternitat.